# Urtenen-Schönbühl
Urtenen-Schönbühl (toponimo tedesco; fino al 2001 Urtenen) è un comune svizzero di 6 222 abitanti del Canton Berna, nella regione di Berna-Altipiano svizzero (circondario di Berna-Altipiano svizzero).

## Geografia fisica
Comprende una parte del lago Moossee.

## Monumenti e luoghi d'interesse

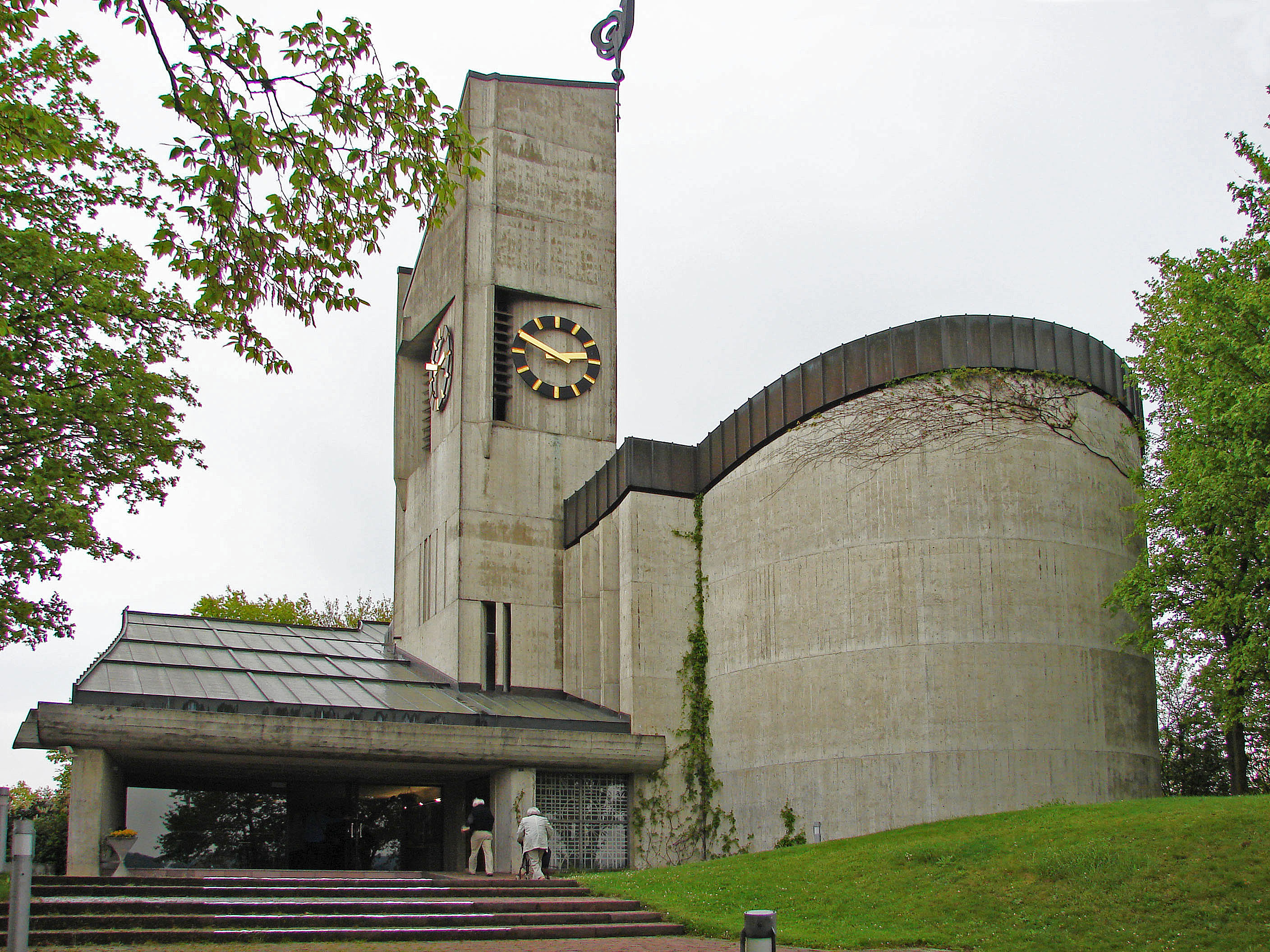
La chiesa riformata

- Chiesa riformata in località Schönbühl, eretta nel 1965-1968[1].

## Società

### Evoluzione demografica
L'evoluzione demografica è riportata nella seguente tabella:
Abitanti censiti

## Infrastrutture e trasporti

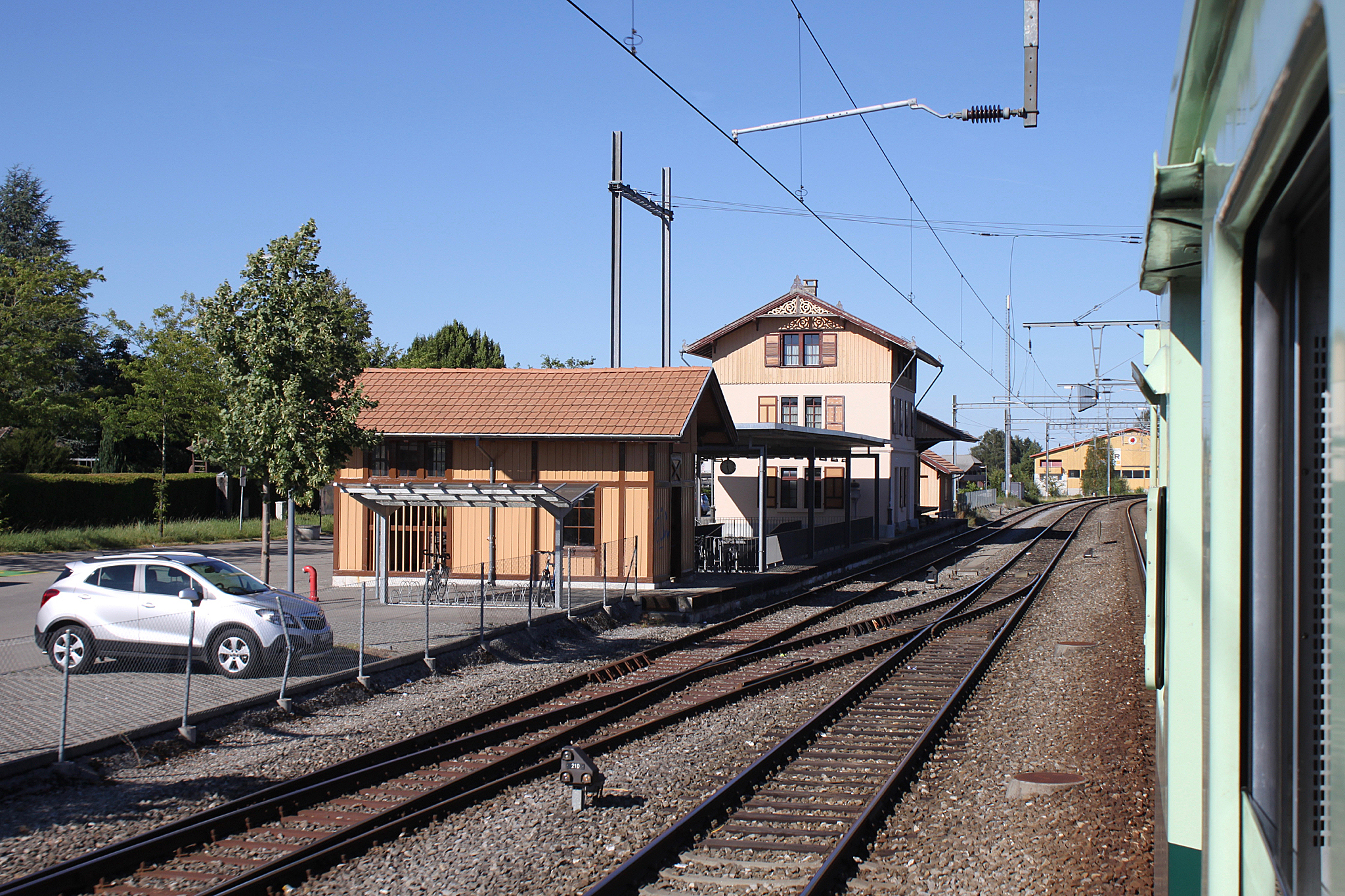
La stazione di Schönbühl SBB

Urtenen-Schönbühl è servito dalla stazione di Schönbühl SBB sulla ferrovia Berna-Olten e da quelle di Urtenen, di Schönbühl RBS e di Schönbühl Shoppyland sulla ferrovia Berna-Soletta

## Amministrazione
Ogni famiglia originaria del luogo fa parte del cosiddetto comune patriziale e ha la responsabilità della manutenzione di ogni bene ricadente all'interno dei confini del comune.